# La cultura dell'educazione
La cultura dell'educazione (The Culture of Education) è un saggio dello psicologo statunitense Jerome Bruner, pubblicata per la prima volta nel 1996. 

## Contenuto
L'educazione non riguarda solo i problemi scolastici ma ha bisogno di darsi obiettivi più ampi. La cultura plasma la mente, è l'idea di cultura che deve guidare l'insegnamento stesso. Da qui la necessità di pensare il curricolo a spirale e l'insegnante come guida. Si deve pensare insieme il presente, il passato, e il futuro attivando una mente plurale e complessa, in cui sapere e fare sono compresenti. 

## Edizioni
- Jerome Bruner, La cultura dell'educazione, Feltrinelli, 2000